# Crna Glava
Crna Glava är ett berg i Montenegro. Det ligger i den centrala delen av landet. Toppen på Crna Glava är 2 138 meter över havet. Crna Glava ingår i Bjelasica.
Terrängen runt Crna Glava är kuperad åt sydväst, men åt nordost är den bergig. Crna Glava är det högsta berget inom en radie av 10 km. I omgivningarna runt Crna Glava förekommer i huvudsak gräsmarker.